# Метод проектов
Ме́тод прое́ктов — это способ достижения дидактической цели через детальную разработку проблемы (технологию), которая должна завершиться вполне реальным, осязаемым практическим результатом, оформленным тем или иным образом (проф. Е. С. Полат); это совокупность приёмов, действий учащихся в их определённой последовательности для достижения поставленной задачи — решения проблемы, лично значимой для учащихся и оформленной в виде конечного продукта.
Основное предназначение метода проектов состоит в предоставлении учащимся возможности самостоятельного приобретения знаний в процессе решения практических задач или проблем, требующего интеграции знаний из различных предметных областей. Если говорить о методе проектов как о педагогической технологии, то эта технология предполагает совокупность исследовательских, поисковых, проблемных методов, творческих по своей сути. Преподавателю в рамках проекта отводится роль разработчика, координатора, эксперта, консультанта.
То есть, в основе метода проектов лежит развитие познавательных навыков учащихся, умений самостоятельно конструировать свои знания, ориентироваться в информационном пространстве, развитие критического и творческого мышления.
Разработанный ещё в первой половине XX века на основе прагматической педагогики Джона Дьюи метод проектов становится особенно актуальным в современном информационном обществе. Метод проектов не новость в мировой педагогике: он начал использоваться в практике обучения значительно раньше выхода в свет известной статьи американского педагога У. Килпатрика «Метод проектов» (1918), в которой он определил это понятие как «от души выполняемый замысел». В России метод проектов был известен ещё в 1905 году. Под руководством С. Т. Шацкого работала группа российских педагогов по внедрению этого метода в образовательную практику. После революции метод проектов применялся в школах по личному распоряжению Н. К. Крупской. В 1931 году постановлением ЦК ВКП(б) метод проектов был осуждён как чуждый советской школе и не использовался вплоть до конца 1980-х годов.
Метод проектов широко внедряется в образовательную практику в России благодаря введению ФГОС общего образования (стандартов второго поколения). Проекты могут быть индивидуальными и групповыми, локальными и телекоммуникационными. В последнем случае группа обучаемых может вести работу над проектом в Интернете, при этому будучи разделены территориально. Впрочем, любой проект может иметь сайт, отражающий ход работы над ним. Задача учебного проекта, результаты которого представлены в виде веб-сайта, заключается в том, чтобы дать ответ на проблемный вопрос проекта и всесторонне осветить ход его получения, то есть само исследование. Теоретическая основа внедрения метода проектов в России разработана в трудах Е. С. Полат.
Главная цель любого проекта — формирование различных ключевых компетенций, под которыми в современной педагогике понимаются комплексные свойства личности, включающие взаимосвязанные знания, умения, ценности, а также готовность мобилизировать их в необходимой ситуации.
В процессе проектной деятельности формируются следующие компетенции:
1. Рефлексивные умения.
2. Поисковые (исследовательские) умения.
3. Умения и навыки работы в сотрудничестве.
4. Управленческие умения и навыки.
5. Коммуникативные умения.
6. Презентационные умения.

Вот как можно начать перечень методов работы для создания проекта:
1. Анализ информации из дополнительной литературы (энциклопедий, интернета).
2. Синтез.

И так далее.